# Proceso de suspensión temporal contra Martín Vizcarra
El proceso de suspensión temporal en el cargo contra Martín Vizcarra, cuyo nombre oficial fue Declaración de incapacidad temporal del presidente de la República y suspensión en el cargo, fue una acción adoptada el 30 de septiembre de 2019 por el Congreso de la República del Perú con la finalidad de suspender al Presidente de la República Martín Vizcarra en el ejercicio de su cargo por una presunta «permanente incapacidad moral» en que habría incurrido por haber dispuesto ese día la disolución del Congreso. Se considera legalmente nula.
El propósito inicial de los grupos parlamentarios que adoptaron la medida era aplicar el artículo 113° de la Constitución y declarar la "vacancia" del cargo de presidente de la república, intento que se vio frustrado al verificarse que no se contaba con los votos necesarios para ello (dos tercios del número legal de congresistas). En su lugar, optaron por aplicar el artículo 114° que regula la figura de la "suspensión" del ejercicio de la presidencia por «incapacidad temporal», la cual sólo requería de mayoría simple para su aprobación. Esta última medida obtuvo 86 votos a favor y, como consecuencia, Martín Vizcarra fue declarado suspendido en el cargo por 12 meses, luego de lo cual la segunda vicepresidente de la República del Perú Mercedes Aráoz juró como presidenta encargada. No obstante, al día siguiente Aráoz procedió a renunciar irrevocablemente a la Vicepresidencia y con esto a las funciones de presidenta interina asignadas por el disuelto Congreso de la República.
La suspensión de Vizcarra, que en los hechos nunca llegó a producirse, quedó legalmente invalidada el 14 de enero de 2020 cuando el Tribunal Constitucional emitió una sentencia declarando infundada la demanda competencial interpuesta por el Congreso de la República y, por tanto, como válida la disolución del parlamento, precisando además que el acto de disolución no se produjo con la emisión del decreto de disolución (Decreto Supremo N° 165-2019-PCM), sino en el momento en que el presidente anunció su decisión en mensaje a la nación. Como consecuencia de esta sentencia, la Resolución Legislativa del Congreso N° 006-2019-2020-CR que contiene la declaratoria de suspensión en el cargo al presidente Vizcarra se habría emitido en un momento en que el Congreso ya se encontraba legalmente disuelto, por lo que tal declaración devendría en nula y sin efecto legal alguno.

## Antecedentes

### Aspecto legal
La Disolución del Congreso fue realizada mediante Decreto Supremo N° 165-2019-PCM. Al respecto, la Ley Orgánica del Poder Ejecutivo resalta:

Decretos supremos: Son normas de carácter general que reglamentan normas con rango de ley o regulan la actividad sectorial funcional o multisectorial funcional a nivel nacional. Pueden requerir o no el voto aprobatorio del Consejo de Ministros, según lo disponga la ley. Son rubricados por el Presidente de la República y refrendados por uno o más Ministros a cuyo ámbito de competencia correspondan.
Los Decretos Supremos entran en vigencia al día siguiente de su publicación en el Diario Oficial, salvo disposición contraria del mismo, que postergue su vigencia en todo o en parte.
Ley Orgánica del Poder Ejecutivo - Ley 29158

Esto, de acuerdo al artículo 109 de la Constitución Política del Perú que establece que la ley es obligatoria desde el día siguiente de su publicación en el diario oficial, salvo disposición contraria de la misma ley que posterga su vigencia en todo o en parte.
La disolución fue anunciada por el presidente Vizcarra en la tarde del 30 de septiembre de 2019; sin embargo, el decreto de disolución fue firmado por el presidente del Consejo de Ministros Vicente Zeballos, quien juramentó el cargo pasadas las 20:00 horas, al mismo tiempo que el Congreso de la República suspendía al presidente Martín Vizcarra. Por esta razón, y en concordancia con lo dispuesto en la Ley Orgánica del Poder Ejecutivo, algunos consideraron que la disolución del Congreso recién entró en vigencia el día 1 de octubre de 2019, por lo que los actos del Congreso de la República del Perú realizados el día anterior debían ser considerados como válidos. No obstante, la sentencia del Tribunal Constitucional sobre la disolución del Congreso despejó cualquier duda al establecer que el congreso quedó disuelto en el momento en que el presidente Vizcarra así lo anunció, y no al día siguiente de publicado el decreto de disolución:

221. En tal sentido, la disolución del Congreso de la República regulada en el artículo 134 ocurre, en estricto, mediante un acto, no mediante una norma, aun cuando es
un requisito de validez que tal norma exista de forma inmediata posterior. Así, si bien la disolución fue plasmada en el Decreto Supremo 165-2019-PCM, el extremo referido a la disolución del Congreso de la República refleja un acto presidencial. De ahí que, justamente, la vía correspondiente para revisar la constitucionalidad de tal acto presidencial sea el conflicto competencial (y no la acción popular), conforme a lo dispuesto en los artículos 110 y 113 del Código Procesal Constitucional [...].
Sentencia 006-2019-CC/TC, fundamento 221, p. 79

222. [...] En el presente caso, este Tribunal advierte que el acto de disolución se llevó a cabo cuando el Presidente de la República dio su mensaje a la nación, no cuando fue publicado el decreto de disolución en el Diario Oficial El Peruano. [...]
Sentencia 006-2019-CC/TC, fundamento 222, p. 79

Con base en lo establecido por el Tribunal Constitucional, para el momento en que el Congreso declaró la suspensión de Martín Vizcarra en el cargo de Presidente de la República, éste ya estaba legalmente disuelto, por lo cual esta decisión devino en nula y carente de eficacia.

## Cronología

### Situación ante la disolución del Congreso
El proceso inició posterior al anunció de disolución del Congreso por parte de Martín Vizcarra. Fue presentado por la congresista de Fuerza Popular, Yeni Vilcatoma:

Es claro que los actos del señor Martín Vizcarra referidos al proceso de elección de los magistrados del Tribunal Constitucional, evidencian una conducta inmoral, pues degrada la dignidad de la más alta magistratura de la nación al promover e impulsar acciones que quebrantan el principio fundamental de la organización política de la República.

En el Congreso estuvieron presentes la mayoría de grupos parlamentarios, a excepción de Frente Amplio, Nuevo Perú, Bancada Liberal, Unidos por la República y Peruanos por el Kambio. La cantidad de votos necesaria para llevar a cabo el proceso de vacancia fue de 79 votos.
Por falta de votos, el Congreso decidió recurrir a la suspensión por incapacidad temporal contra Vizcarra por 12 meses. En su lugar tomaría el puesto, la segunda vicepresidenta del Perú, de acuerdo a la línea de sucesión.
La suspensión acordó ser llevada el 4 de octubre con el nuevo presidente provisional en el cargo, pese a ello el respaldo del pueblo y las Fuerzas Armadas al presidente Vizcarra hizo imposible continuar con la medida.

### Asunción al poder de Mercedes Aráoz
La segunda vicepresidenta Mercedes Aráoz asumió el poder en la noche del 30 de septiembre de 2019, rechazando el uso de la banda presidencial: Ello de acuerdo al artículo 115 de la Constitución Política del Perú, el cual establece que "por impedimento temporal o permanente asume sus funciones el Primer Vicepresidente. En defecto de éste, el Segundo Vicepresidente". El asumir funciones difiere del "encargo del despacho", que según el artículo 115 sólo se da cuando el presidente sale del territorio nacional.

Les quiero decir que también comparto la indignación, pero la solución para una crisis como esta no son las ofertas irresponsables o populistas de creer que todo se arreglará con la disolución del Congreso.

La grave crisis ha terminado con una medida inconstitucional del presidente Vizcarra que ha anunciado la medida aún después de que se le otorgara la confianza al Consejo de Ministros..

Mantengo mis principios y estoy asumiendo temporalmente la presidencia de la república por lo menos respondiendo a que el presidente Vizcarra ha fallado al no cumplir con tres artículos constitucionales.
 Mercedes Aráoz

### Pronunciamiento de las Fuerzas Armadas
Esa misma noche, el Comando Conjunto de las Fuerzas Armadas del Perú, bajo la jefatura militar de César Astudillo se pronunció mediante un comunicado para respaldar al presidente tras la disolución parlamentaria:

“El Comando Conjunto de las Fuerzas Armadas, el Ejército, la Marina de Guerra y la Fuerza Aérea del Perú, de acuerdo a la Constitución Política, tienen como misión principal garantizar la independencia, soberanía e integridad territorial de la República. En ese sentido, de acuerdo al artículo 167 de la Carta Magna, el Señor Presidente Constitucional de la República, Ing. Martín Vizcarra Cornejo, es el Jefe Supremo de las Fuerzas Armadas y Policía Nacional del Perú”
 Fuente: Andina

### Renuncia de Mercedes Aráoz
El 1 de octubre alrededor de la casa de Aráoz amanecieron policías resguardando la residencia, según la policía esto se da para evitar cualquier intento de violencia contra la política por el clima de tensión que se vive por la disolución del Congreso. Horas más tarde a través de su cuenta oficial de Twitter, Aráoz compartió su carta de renuncia presentada ante el despacho del presidente del disuelto Congreso de la República, Pedro Olaechea, indicando que "no hay las condiciones mínimas para ejercer el encargo que me dio el Congreso de la República". Olaechea recibió el anuncio de esta renuncia mientras estaba siendo entrevistado en vivo por CNN.

### Sentencia del Tribunal Constitucional
En el presente caso, la sentencia del Tribunal Constitucional puso fin a una crisis institucional entre los poderes Ejecutivo y Legislativo cuando fijó su posición validando el acto de disolución parlamentaria. Este pronunciamiento final se produjo el 14 de enero de 2020 en que por mayoría (4 votos contra 3) se declaró infundada la demanda competencial y por tanto constitucional y válido el acto de disolución del parlamento.
En un extremo importante de la sentencia, el Tribunal estableció que, a pesar de haber votado el Congreso por otorgar la confianza al Poder Ejecutivo, en la práctica sus actos demostraban la real intención de rechazarla, por lo que así debía ser considerado, quedando el presidente habilitado a disolver el parlamento:

218. Por lo expuesto, el Tribunal nota que, pese a la votación formalmente favorable al pedido de cuestión de confianza planteado, lo cierto es que materialmente no se cumplió con uno de los extremos solicitados. No se trató, ciertamente, de un accionar expreso materializado en un acto de votación en la sesión del Pleno del Congreso, pero sí de una forma manifiesta de no aceptar lo solicitado. De hecho, en la sesión del 30 de septiembre de 2019, el Presidente del Consejo de Ministros precisó que se entendería denegada la confianza si es que se continuaba con la selección pese a los reiterados pedidos de suspender dicho acto. El Congreso de la República, en consecuencia, actuó con claro conocimiento de los términos de la solicitud planteada. De esta forma, este Tribunal concluye que el Poder Ejecutivo no ha obrado de una forma contraria a la Constitución en el presente caso.
Sentencia 006-2019-CC/TC, fundamento 218, p. 78